# San Marino nos Jogos Olímpicos de Verão de 1992
San Marino competiu nos Jogos Olímpicos de Verão de 1992 em Barcelona, Espanha.

## Resultados por Evento

### Atletismo
100 m masculino
- Dominique Canti
  - Eliminatórias — 11.14 (→ não avançou)

Revezamento 4x100 m masculino
- Nicola Selva, Manlio Molinari, Dominique Canti, e Aldo Canti
  - Eliminatórias — 42.08 (→ não avançou)

### Natação
50 m livre masculino
- Filippo Piva
  1. Eliminatórias – 26.41 (→ não avançou, 66º lugar)

- Roberto Pellandra
  1. Eliminatórias – 26.51 (→ não avançou, 67º lugar)

200 m livre masculino
- Daniele Casadei
  1. Eliminatórias – 2:06.14 (→ não avançou, 52º lugar)

100 m peito masculino
- Danilo Zavoli
  1. Eliminatórias – 1:09.65 (→ não avançou, 50º lugar)

200 m peito masculino
- Danilo Zavoli
  1. Eliminatórias – 2:34.87 (→ não avançou, 47º lugar)

50 m livre feminino
- Sara Casadei
  1. Eliminatórias – 30.05 (→ não avançou, 49º lugar)

### Tênis
Duplas Masculinas
- Christian Forcellini e Gabriel Francini
  1. Primeira Rodada — Perderam para Anastasios Bavelas e Konstantinos Efraimoglou (Grécia) 1-6, 1-6, 2-6

### Tiro com arco
Em sua estréia na competição olímpica de Tiro com arco, San Marino enviou apenas um atleta, que não se classificou para a segunda fase.
Competição Individual masculina:
- Paolo Tura — Fase de classificação, 73º lugar (0-0)